# Phaeoacremonium
Phaeoacremonium ist die einzige Gattung der Togniniaceae, die wiederum die einzige Familie der Ordnung der Togniniales innerhalb der Schlauchpilze (Ascomycota) sind.

## Merkmale
Phaeoacremonium-Arten bilden in der Hauptfruchtform Perithecien als Fruchtkörper. Sie sind an der Wirtsoberfläche oder eingesenkt und sind kugelig bis fast kugelig, dunkel, lichtundurchlässig und mit einem langen Hals, der gerade oder gekrümmt sein kann. Sie bilden kein Stroma. Die Wand der Perithecien ist zweischichtig, die äußere Schicht ist dünnwandig, braun, mit pseudoparenchymatischen Zellen einer textura prismatica bis textura angularis. Die innere Schicht besitzt unpigmentierte abgeflachte Zellen. Das Ostiolum, die enge Öffnung an der Spitze des Periteciums besitzt Periphysen. Es sind reichlich verzweigte Paraphysen vorhanden, die breitzellig und am Septum eingeengt sind. Die ascogenen Hyphen, aus denen die Schläuche gebildet werden, verlängern sich werden der Ascusbildung, ohne Ausbildung von Haken. Die ungestielten Schläuche sind unitunikat, mit jeweils acht Sporen, die in ein oder zwei Reihen angeordnet sind, an der Spitze sind sie verdickt. Die Sporen selber sind durchscheinend, unseptiert oder einfach septiert, würstchenförmig (allantoid) bis elliptisch. Die Nebenfruchtform ist wie die Schwärzepilze hyphomycetisch ausgebildet (dematiös), d. h. die Konidienträger liegen frei. Die Konidiogenese ist meist monophialidisch. Die Konidien sind in Knäueln in kugeligen, schleimigen Köpfen an der Spitze der Phialiden. Sie sind durchscheinend und unseptiert.

## Lebensweise und Verbreitung
Phaeoacremonium-Arten kommen auf verschiedenen Pflanzen vor und leben saprotroph. Manche Arten sind aber auch pathogen bei Menschen und Tieren oder auch bei anderen Bodenpilzen.

## Systematik und Taxonomie
Die Gattung Phaeoacremonium wurde 1996 von Walter Gams, Pedro Willem Crous und Michael John Wingfield erstbeschrieben, die Familie Togniniaceae dann 2005 von Martina Réblová, Lizél Mostert, Walter Gams und Pedro Willem Crous. 2015 beschrieben dann Indunil C. Senanayake, Sajeewa Maharachchikumbura und Kevin David Hyde die Ordnung. Sie ist monotypisch, da die Gattung Conidiotheca zu Togninia congenerisch ist und daher nur noch ein Synonym ist. Die Gattung Togninia beinhaltete die Hauptfruchtformen, die Gattung Phaeoacremonium die Nebenfruchtform. Da aber nur noch ein Name für dieselbe Art gilt, wurde entschieden, dass letzterer zu bevorzugen ist. Die Gattung Phaeoacremonium enthält ungefähr 50 Arten. Die Typusart ist Phaeoacremonium parasiticum.